# 832
Cette page concerne l'année 832  du calendrier julien.
L'année 832 est une année bissextile qui commence un lundi.

## Événements
- Assassinat du Kaghan des Ouïgours Qasar (824-832). Son neveu Hu Tigin lui succède mais ne peut restaurer la stabilité de l'empire (fin de règne en 839[1]).
- Des préfets d’origine turque administrent l’Égypte[2].
- Le calife abbasside d’Al-Ma’mūn  crée à Bagdad une « maison de la sagesse » (Bayt al-hikma)[3].

### Europe
- Janvier : Pépin d'Aquitaine, retenu à Aix-la-Chapelle par son père Louis le Pieux, s'enfuit en Aquitaine au début de l'année[4].
- Mars : Louis le Pieux réunit son plaid général à Orléans pour marcher contre Pépin, quand il apprend la rébellion de son autre fils Louis le Germanique qui envahit l'Alémanie pour la joindre à son royaume[4].
- Avril : Louis le Pieux convoque le heerban à Mayence et marche contre Louis le Germanique, alors à Worms, qui se retire en Bavière. Louis le poursuit jusqu'à Augsbourg où il se soumet[5]. L'empereur retourne à Mayence où Lothaire, venu d'Italie, lui renouvèle sa soumission[6].
- 1er septembre : ouverture de l'assemblée générale de l'empire carolingien convoquée par Louis le Pieux à Orléans. Bernard de Septimanie et Pépin d'Aquitaine y sont appelés pour prêter serment. Ils tardent à s'y rendre et l'empereur transfère l'assemblée à Jocondiacum[7], en Limousin, une des résidences du roi d'Aquitaine. Pépin se soumet et Bernard est déchu de sa charge de chambellan et de son duché de Septimanie pour avoir poussé Pépin à la défection[6]. Ce dernier doit être transféré à Trèves, alors que le royaume d'Aquitaine est confié au jeune Charles. Mais Pépin échappe à ses gardes et retourne en Aquitaine. Arrivé à Tours, l'empereur apprend sa fuite et rappelle ses troupes[4].
- 1er novembre : consécration par l’abbé de Saint-Denis Hilduin d'une chapelle aménagée dans la basilique, prolongeant la crypte où repose le corps de saint Denis[8].
- 11 novembre : Louis le Pieux convoque une assemblée pour la Saint Martin à Tours mais Pépin refuse de s'y rendre. Après une vaine campagne hivernale en Aquitaine, l'empereur passe la Loire à Rest près d'Angers[6].
- 25 décembre : Louis le Débonnaire passe Noël au Mans avant de partir pour Aix-la-Chapelle[6].

- Un concile tenu aux Blachernes renouvelle les décrets iconoclastes. L'empereur byzantin Théophile promulgue un édit contre les images[9].
- Saint Conwoïon fonde l’abbaye Saint-Sauveur de Redon, qui reçoit une donation de Nominoë le 18 juin 834[10].
- Les Vikings pillent le monastère d'Armagh en Irlande[11].

## Décès en 832
- Walcaud, évêque de Liège.

- Zubayda bint Jafar, épouse de Haroun ar-Rachid.